# Central (Bahia)
Central é um município brasileiro do estado da Bahia situado na Chapada Diamantina Setentrional, na microrregião de Irecê, distando cerca de 500 km de Salvador, com altitude de 714 metros acima do nível do mar.. Possui 566,974 km2 de extensão territorial Situa-se nos terrenos proterozoicos da Bacia de Irecê, onde afloram metassedimentos da Formação Salitre, carbonatos depositados em águas rasas, apresentando estromatólitos. No Mioceno, desenvolveu-se uma fisiografia cárstica, associada à Formação Caatinga, cortada por cavernas e ravinas, com aquífero cárstico de águas salobras a duras. Pinturas rupestres de idade pleistocênica são encontradas nessas cavernas e nas paredes de ravinas. O solo predominante é cambissolo eutrófico, argiloso a muito argiloso, raso até profundo e muito fértil. O clima é semiárido, com chuvas concentradas no período de dezembro a fevereiro.
O Museu Arqueológico de Central, inaugurado em 1995, fica instalado no prédio do antigo Mercado Municipal, na Praça do Comércio onde, semanalmente, se realiza a feira regional.

## Pré-história
Em 1982, tiveram início pesquisas arqueológicas e paleontológicas na cidade de Central e demais municípios da região, coordenadas pela professora Maria Beltrão.
Pinturas rupestres observadas em Central são interpretadas como representação de fenômenos astronômicos, muitas vezes na forma de figuras geométricas como círculos, figuras de animais e cenas do cotidiano como a cena de caça de um grande animal, interpretado como um toxodonte, e, também marcas de mãos.

## História
Os habitantes originais da região foram expulsos pelo Coronel Ernesto Augusto da Rocha Medrado.
A ocupação recente de Central teve início com o casal formado pelo português Alberto Pires de Carvalho e a índia Felícia, e com Marçal Ferreira dos Santos, também português, e sua esposa Josefa Ferreira de Brito, pais de oito filhos. Alberto Pires de Carvalho partira de Jacobina para Xique-Xique e, depois, mudara-se para Tiririca (atual Itaguaçu), comprando terras do Coronel Ernesto Augusto da Rocha Medrado. No povoado de Saco dos Bois, vizinho a Itaguaçu, morava um fazendeiro cujos vaqueiros, com cachorros e ferrões, aprisionaram na Serra do Assuruá uma jovem índia, que foi batizada com o nome de Felícia e que, com quatro anos, "estava mansa". Alberto Pires de Carvalho, ouvindo falar da beleza da jovem, foi conhecê-la, casando-se com ela. Tiveram 24 filhos, formando o núcleo original do atual município de Itaguaçu. A Fazenda Santo Euzébio, comprada em 6 de novembro de 1827 do Conde da Ponte, Dom Manoel de Saldanha da Gama Mello Torres Guedes de Brito, por Francisco Dias Lima, deu origem a diversas fazendas da região.
Izidro José Ferreira, segundo filho de Marçal e Josefa, e sua esposa Mariana instalaram-se no local conhecido como Riacho Largo. Izidro, em 1885, com dois de seus filhos, Manoel e Lúcio, e seu genro Francisco Ferreira dos Santos, buscando novas terras para plantio, abriram picadas para Leste, localizando fontes de água no local denominado “Toca de Dentro”. Cinco anos depois, as primeiras roças foram plantadas nas proximidades dessas aguadas, dando origem ao povoado de Roça de Dentro, futura Central - moradores do Riacho Largo, entravam por dentro da caatinga, daí o nome. Em 2 de setembro de 1894, Chiquinha de Assunção, buscando água para seu filho, cavou pouco ao Norte dessa toca, encontrando a Toca Velha; ao longo das décadas seguintes, usando ferramentas, fogo e tiros, a toca foi ampliada para servir de fonte de água.
O povoamento da Roça de Dentro se deu com residências e casas de farinha, sendo a primeira erguida em 1895, por Chico Ferreira; a segunda pertenceu a José de Assunção Ferreira, em 1907. Em 1915, Francisco Ferreira dos Santos abriu a estrada para São Gabriel. No biênio 1918-1919, Felinto Pires Maciel fez as primeiras roças na região denominada Maxixe, a seis quilômetrros da Roça de Dentro. Em 1920 construía ali uma casa de farinha.
A economia era voltada para pecuária bovina, caprina e suína, e uma agricultura onde predominavam lavouras de subsistência. Plantava-se feijão e feijão de corda, milho, mandioca, cana-de-açúcar e andu. O excesso de produção era comercializado por tropeiros que abasteciam, principalmente, as comunidades mineradoras da Chapada Diamantina.
Em 1926, a Coluna Prestes passou pela região. Roça de Dentro era um povoado com cerca de trinta casas e, aproximadamente, duzentos habitantes, incluindo muitas crianças. A Fazenda Maxixe tinha sete residências e cerca de 30 moradores; o povoado de Cerra Queixo (atual Nova Vista) possuía 12 casas e cerca de 60 moradores. A vanguarda, denominada Destacamento Dutra, foi recebida a bala por uns trinta homens. Um dos moradores, descrito pelos participantes da Coluna como um valente jagunço, investiu contra os soldados tendo em mãos um machado, que jogou contra os soldados, sendo então abatido. Este era João Doido, ou João Grosso. Ele e o irmão, segundo a memória local, foram os únicos a enfrentar a soldadesca. O outro episódio de enfrentamento à Coluna Prestes se deu quando o soldado Zenóbio, do Destacamento Dutra, foi buscar água. O irmão de João, o Antonio Mudo, escondeu-se dentro da Toca Velha e, de lá, atirou nos soldados que mataram seu irmão; estes o dominaram e degolaram. Depois que deixaram o povoado, atearam fogo nas casas.
Saindo de Central, o Destacamento Dutra rumou para Norte, chegando à Fazenda Maxixe, de Felinto Pires Maciel, em torno das 18 horas. Os soldados teriam matado, ainda, na Fazenda Pau d'Arco, Elpídio Aragão que, bem humorado, deve ter feito alguma piada com um dos soldados que o abateu. Essa sequência de mortes, somada às requisições de gado, para alimentação e montaria, e de outros bens, para comprar armas e munição, gerou oposição da população. Na Fazenda Maxixe, uma numerosa tropa - na verdade, Felinto Pires Maciel, seus irmãos Antide, Arsênio Vermelho e Leonor, seu filho Lealdino Pires Maciel, adolescente, e alguns trabalhadores, como Firminão e Zé Peeiro. A tropa armou uma metralhadora, visando atingir a casa de Felinto. Sem conhecer o terreno, uma rocha no meio do trajeto das balas impediu que a casa fosse atingida e a situação foi descrita da seguinte maneira, pelos participantes: "O Coronel Felinto podia andar na frente da casa que as balas não o atingiam" - o que gerou a lenda de que ele teria uma reza que o tornava invulnerável.
Após esse confronto, os integrantes da Coluna Prestes abriram uma picada para WNW, conhecida até recentemente como Picada dos Revoltosos atingindo a estrada geral da Chapada Diamantina.
Depois da destruição do povoado de Roça de Dentro, em função dos incêndios de 1926, as casas foram refeitas e, em 26 de setembro de 1928, , na inauguração da estrada Xique-Xique-Canabrava, a localidade ganhou o nome de Central, por sugestão de Martinho de Seu Dão e Antônio Ferreira de Assunção. Em 1935, foi criado o Distrito de Paz de Central, pelo Decreto nº 9.387, de 26 de fevereiro de 1935. Em 1958, o município de Central foi criado, desmembrado do município de Xique-Xique, pela Lei Estadual nº 1.017, de 12 de agosto de 1958 «Lei ordinária nº 1017, de 12 de agosto de 1958». Consultado em 7 de agosto de 2018</ref>  A 159ª Zona Eleitoral, com sede em Central, foi criada em 15 de dezembro de 1968 e a primeira eleição nela realizada foi em 15 de novembro de 1970.

## Povoados
Segundo Duarte (1978), Central possuía os seguintes povoados:
- Aragolândia
- Boa Vista de Ângelo Bruno
- Boa Vista de Ângelo Grande
- Boa sorte
- Bois
- Enveredado
- Fazendinha
- Gameleira
- Largas
- Larga dos Mendes
- Larga do Elói
- Larguinha
- Maxixe
- Morro (de Gregório)
- Morro (de Lúcio)
- Morro (de Senhorinha)
- Nova Vista (Cerra Queixo)
- Palmeiras
- Pau d'Arco
- Propriá
- Queimadas
- Riacho Largo
- Roçadinho
- São João de Zé de Preta
- São João de Arsênio
- Santo Euzébio
- Serra Grande
- Tanque Novo
- Toca d'Água
- Traíras

## Geografia
Sua população estimada em 2020 era de 17 280 habitantes.

### Hidrografia
Central possui uma nascente no povoado de Riacho Largo, desaguando no Rio Verde que faz foz então no Rio São Francisco.

### Rodovias
- BA-052 - Estrada do Feijão